# Fabrizio Meoni
Fabrizio Meoni (Castiglion Fiorentino (Italië), 31 december 1957 – Mauritanië, 11 januari 2005) was een Italiaanse motorcoureur.
Meoni was een der grootste off-the-road rijders van zijn tijd, en won alle belangrijke koersen. Op 1 januari 2005 startte hij in Barcelona voor de dertiende keer in de Dakar-rally, die hij in 2001 en 2002 had gewonnen. In de elfde etappe (van Atar naar Kiffa) kwam hij ten val en overleed ter plaatse aan een hartaanval. Het einde van "Le Dakar", vijf dagen later, had de afsluiting van zijn carrière moeten zijn.